# Francesco Gabriotti
Francesco Gabriotti, född 12 augusti 1914 i Rom, död 11 februari 1987 i Rom, var en italiensk fotbollsspelare.
Gabriotti blev olympisk guldmedaljör i fotboll vid sommarspelen 1936 i Berlin.